# Âge d'une personne

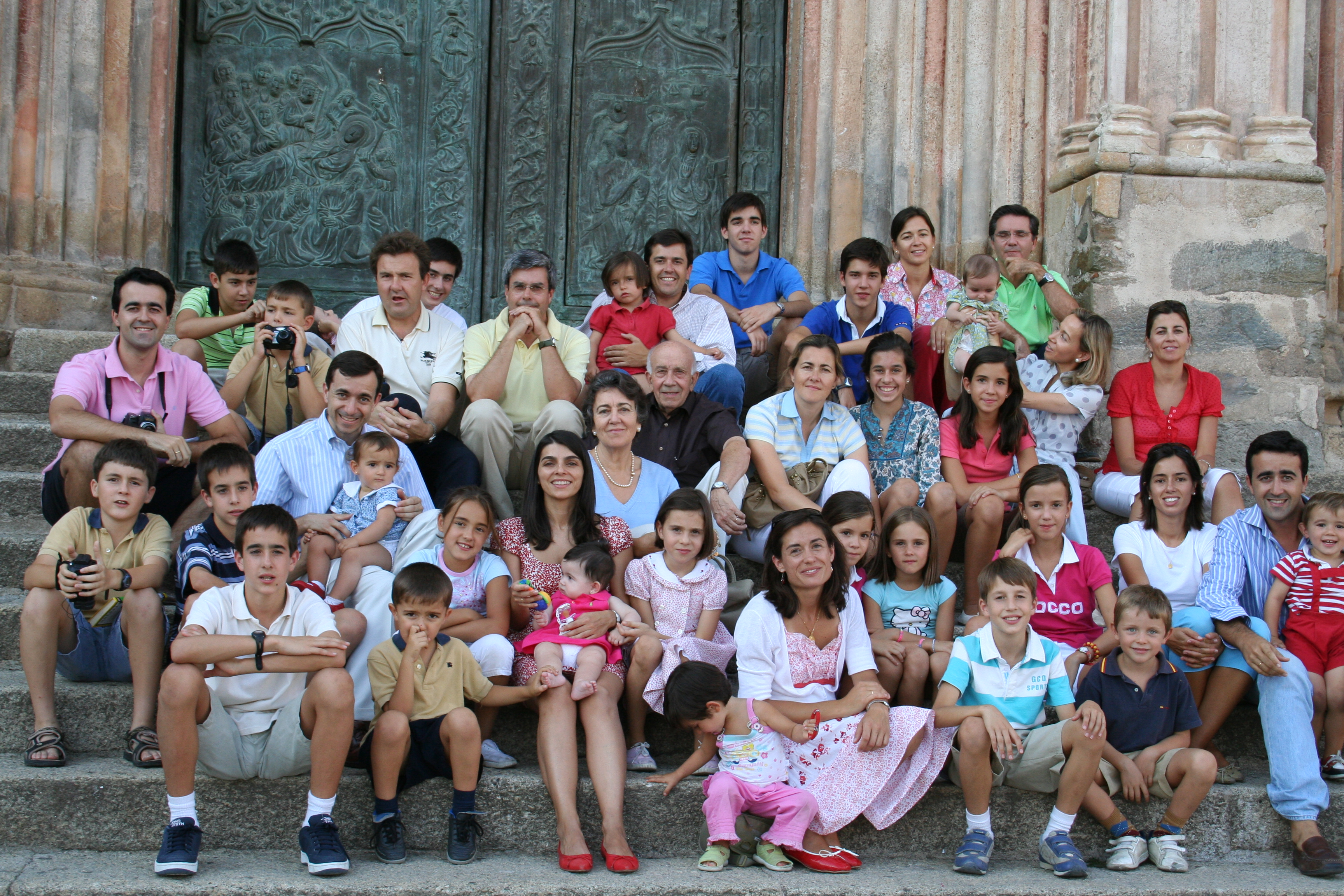
Plusieurs personnes avec des âges différents.

L'âge d'une personne, ou âge chronologique, est le temps écoulé depuis sa naissance. Le plus souvent, il est exprimé en nombre entier d'années.
On peut aussi définir l'âge d'une personne au moment où elle a connu un évènement particulier : âge au premier mariage, âge au décès…
Les données d'âge sont souvent imprécises pour les populations qui n'ont pas eu pendant longtemps un système d'état civil efficace couvrant une très grande partie de la population. Divers facteurs peuvent affecter la qualité des âges déclarés, et plusieurs méthodes sont utilisées pour contrôler les âges, au niveau statistique ou au niveau individuel (validation de l'âge d'un supercentenaire, par exemple).
D'autres méthodes sont utilisées pour la détermination de l'âge au décès par la criminalistique, la médecine légale ou l'ostéoarchéologie.
Pour les personnes, on peut aussi considérer d'autres mesures d'âge autres que l'âge chronologique : âge corrigé, âge développemental, âge mental…

## Définition et mesure
L’âge peut être défini :
- à un moment défini (âge au 1er janvier 2010) ;
- au moment où s’est passé un phénomène précis : âge à la naissance du premier enfant, âge au premier mariage, âge au décès.

L’âge peut être exprimé :
- en nombre entier d’unités de temps : 
  - pour les personnes âgées d'un an ou plus : en années entières ; il s’agit de l’âge au dernier anniversaire
  - pour les personnes de moins d'un an : en mois entiers, en jours entiers (pour les nouveau-nés)

On peut aussi exprimer l'âge avec une combinaison d'unités de temps : « enfant âgé 2 ans et trois mois » ; « Jeanne Calment est décédée à l'âge de 122 ans et 164 jours ».
- en un nombre réel, généralement un nombre décimal d’unités de temps.

Avant son premier anniversaire, l’âge d’un enfant en années entières est 0.
Un « enfant de 15 ans » (en nombre entier) aura ainsi entre 15,00 et 15,99 ans en nombre à deux décimales. 
En l’absence de saisonnalité, l’âge moyen des enfants de 15 ans (âge en nombre entier) dans une population est approximativement 15,5 ans (âge en nombre décimal). En raison de la mortalité néonatale et infantile, l’âge moyen des enfants d’âge 0 est inférieur à 0,5, d’autant plus que la mortalité est élevée.
Le calcul de l’âge en années révolues à un moment donné suppose soit de connaître la date de naissance de la personne, soit de disposer d'informations suffisamment précises sur cette date de naissance. La détermination de l’âge au décès, à l’accouchement, au mariage, etc. nécessite la connaissance simultanée de la date de naissance de la personne et de la date de l’événement concerné.
Habituellement, on considère que l'âge d'une personne née le 29 février d'une année bissextile augmente d'un an le 28 février des années non bissextiles ; mais certaines personnes nées un 29 février célèbrent leur anniversaire le 1er mars.

### L’âge atteint dans l’année ou âge en fin d'année
« L’âge atteint dans l’année » est l’âge qu’une personne atteint au cours d’une année civile donnée. Il est identique à l’âge en années entières au 31 décembre de l’année, ou « âge en fin d'année ». En 2013-2014, 15 pays européens sur 44 publiaient des statistiques démographiques utilisant l'âge en fin d'année.

### L’âge en années révolues
« L’âge en années révolues » est le nombre d’années entières écoulées entre la date de naissance de la personne et la date de référence utilisée.
Par exemple, pour une personne née le 1er juillet 1960, l’âge atteint en 2023 est 63 ans. En années révolues, l’âge est de 63 ans si la date de référence est comprise entre le 1er juillet 2023 et le 30 juin 2024 ; il reste donc à 62 ans du 1er juillet 2022 au 30 juin 2023

Contrairement à l'âge en fin d'année, qui s’obtient simplement par comparaison de l’année considérée et de l’année de naissance; il est difficile d'estimer un âge révolu sans précision de dates qui sont plus ou moins tardives selon les cas, ce qui est particulièrement prégnant pour la cohorte de naissances au 31 décembre. Il n'y a qu'au 1er janvier d’une année donnée, à minuit, que l’âge en années révolues correspond nécessairement à l’âge atteint au cours de l’année précédente.
C'est généralement la méthode utilisée dans la vie courante, bien que certains peuvent anticiper leur nouvel âge durant les mois précédant l'anniversaire ("x ans, bientôt x+1 ans"). Les jeunes enfants ont coutume de préciser et demi lorsqu'ils sont à mi-chemin entre deux anniversaires.

### Autres définitions de l'âge
L'âge d'une personne peut être définie de diverses façons dans des objectifs particuliers. par exemple, en France, l'âge de scolarisation d'une personne est celui atteint au 1er janvier inclus dans l'année scolaire considérée.
Pour les fœtus, on utilise l'âge de gestation qui, par convention, précède de deux semaines l'âge de fécondation (ou âge conceptionnel).

## Exactitude des données d’âge
Les données d’âge sont sujettes à de nombreuses causes d’erreur. Celles-ci sont réduites dans les pays où un système d’état civil couvre depuis longtemps et de façon satisfaisante une grande partie de la population. Elles sont particulièrement importantes dans les pays où l’état-civil est récent, incomplet ou inexistant, parmi les personnes illettrées et parmi les personnes les plus âgées.

### Causes d'inexactitudes et d'erreurs
Une première cause d’erreur est l’ignorance des personnes de leur âge ou, plus précisément, de leur date de naissance. On trouve des erreurs similaires quand l’âge est déclaré non par les personnes elles-mêmes (enfants, personnes ayant des problèmes mentaux ou de mémoire, personnes très âgées), mais par quelqu’un qui parle en leur nom.
Dans de nombreuses populations, surtout quand l’état civil est récent ou peu fiable, de nombreuses personnes font de fausses déclarations, consciemment ou inconsciemment, et pour diverses raisons :
- Préférence pour les âges se terminant par 0 ou 5 – par exemple quand la personne qui ignore son âge donne un nombre « arrondi » ou quand l’âge est déclaré par un membre de la famille.
- Préférence pour les nombres d’années paires plutôt qu’impaires ;
- Préférence pour les nombres d’années se terminant par certains chiffres (par exemple, 0, 2, 5 et 8).
- Évitement de certains âges peu propices – par exemple, ceux se terminant par le chiffre 4.
- Exagération de l’âge chez les personnes âgées dans certaines populations. Dans certaines cultures, cette exagération est presque systématique chez les personnes illettrées. On trouve aussi des cas d’exagération de l’âge chez certains adolescents. Des jeunes ayant falsifié leur âge (pour avoir accès à un emploi, pour servir sous les drapeaux, etc.) peuvent conserver leur « nouvel âge » toute leur vie.
- Vol ou « emprunt » de l’identité d’une personne d’âge différent - par exemple :
  - à l'occasion de la destruction d'archives de l'état civil (guerre, incendie) ;
  - agriculteur se faisant passer pour son père, de même prénom, au décès de ce dernier, pour éviter les droits et autres problèmes de succession ;
  - emprunt de l’identité d’une personne décédée dans des circonstances troublées (guerre, camp de prisonniers, etc.) ;
  - usurpation d'identité, par exemple pour une déclaration administrative.
- Sous-déclaration volontaire de l’âge, par exemple pour « se rajeunir » - les personnes d’âges 30 ou 31 ans déclarant avoir 29 ans[4], cas célèbres de Joséphine de Beauharnais (qui se rajeunit de 5 ans) ou de Frida Kahlo (qui se rajeunit de 3 ans) ;
- Sur-déclaration volontaire de l’âge, par exemple pour permettre à une personne trop jeune d'être enrôlée dans l'armée ou à une personne pas assez âgée d'éviter la conscription ou la mobilisation. En 2018, des ONG italiennes ont accusé la police française d'avoir falsifié les âges de jeunes migrants pour faire de mineurs des majeurs et ainsi pouvoir les refouler vers l'Italie[5].
- Mauvaise conception du questionnaire ou du formulaire, erreurs de recueil des données d’âge par les enquêteurs, erreurs de saisie ou de traitement.

### Inexactitudes et erreurs dans certains pays

#### Recensements
D'après la Division des statistiques de l'ONU, les pays « les plus atteints » par les erreurs d'âge dans leurs recensements (d'après l'indice de Whipple) sont : Yémen (recensement de 1994), Nigeria (1991), Inde (1991), Éthiopie (1994), Gambie (1993), Bénin (1992), Népal (1991 et 2001), Burkina Faso (1985), Tanzanie (1988) et Mali (1987). On trouve le phénomène dans d’autres pays d’Afrique (Burundi, Kenya, Ouganda, République centrafricaine), du Moyen-Orient (Qatar), d’Asie (Indonésie, Maldives) et d’Amérique Latine (Colombie), mais aussi en Turquie.
Dans les pays où il existe, le phénomène affecte le plus souvent les femmes un peu plus que les hommes. Il n’affecte les hommes plus que les femmes qu’au Qatar (1986), au Koweït (1985) et dans quelques pays africains. Enfin, l'analyse de recensements successifs montre qu'il tend à disparaître au cours du temps.

#### Chine
Chez les Han de Chine et les populations utilisant le calendrier chinois, la tradition était de donner au nouveau-né, dès sa naissance, l’âge d’un an, âge qui correspond à la période de procréation. L’âge de l’enfant était ensuite augmenté de 1 à chaque passage d’une année lunaire à l’autre. Un enfant né le jour avant la nouvelle année avait ainsi deux ans dès le lendemain de sa naissance. L’enfant né au Nouvel An n’avait deux ans qu’une année plus tard. Les déclarations basées sur cet âge lunaire, en Chine et chez les Chinois de l’étranger, tendent à disparaître, les plus jeunes étant familiarisés avec le système solaire. Par contre, les âges déclarés par les personnes illettrées de l'ouest chinois, notamment les Ouïghours et Kazakhs du Xinjiang, sont affectés par la préférence pour les âges se terminant par 0 ou 5, et sont souvent exagérés parmi les hommes les plus âgés.

## Méthodes de contrôle et de validation des âges
Il existe de nombreuses techniques pour vérifier l’exactitude de l’âge des personnes, et éventuellement le rectifier :
- Les méthodes de validation de l’âge au niveau individuel, particulièrement mises en œuvre pour la vérification de l'âge des personnes qui se disent centenaires ou supercentenaires.

- Les méthodes statistiques :
  - Examen visuel de la pyramides des âges construite année par année, par exemple quand celle-ci montre des pics inexplicables pour les années se terminant par 0 ou 5, d’autant plus que les personnes sont âgées.
  - Comparaison de données successives dans le temps. Par exemple, s’’il y a tendance à concentrer les réponses sur les âges finissant par 0 ou 5, on ne retrouve pas en 2002 les personnes âgées de 45 ans, 50 ans en 2000. Par contre, on peut trouver plus de personnes âgées de 45 ans, 50 ans en 2002 qu’il n’y en avait d’âge 43, 48, etc. en 2000, sans que cela puisse être expliqué par les migrations.
  - Mise en œuvre d’indices divers. Le plus connu est sans doute l’indice de Whipple[8], qui détecte la préférence pour les nombres se terminant par certains chiffres. De nombreuses variantes de l’indice de Whipple ont été proposées (indice de Myers, indice de Bachi, etc.).

Examen de la taille relative de la population d’âge 0 et 1 dans la population d’origine chinoise : parmi ceux qui utilisent la « méthode chinoise » de détermination de l’âge, aucun enfant n’a l’âge 0 et environ la moitié des nouveau-nés atteint l’âge de deux ans dans les six mois suivant la naissance.

## La détermination de l’âge au décès par lacriminalistique, lamédecine légale, l’ostéo-archéologie

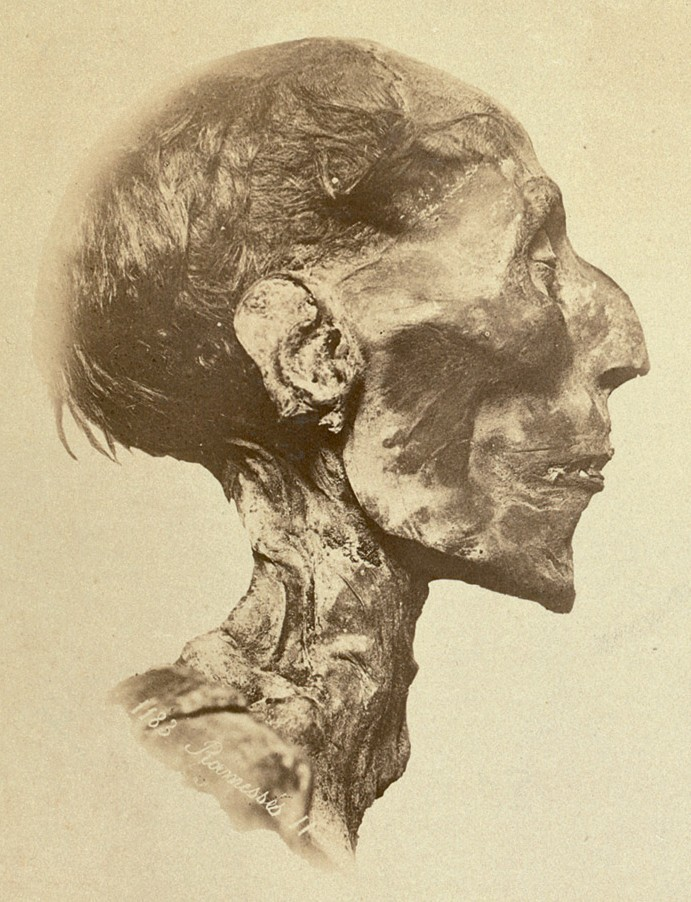
Momie de Ramsés II.

De nombreuses méthodes ont été développées pour estimer l'âge au décès de restes humains, que ceux-ci soient récents (médecine légale) ou anciens (ostéo-archéologie).

### Détermination de l’âge au décès par l'ostéo-archéologie
L’estimation de l’âge au décès des restes humains en ostéo-archéologie repose sur un ensemble de techniques diverses qui dépendent largement des restes disponibles et de leur état de conservation, ainsi que de la possibilité de déterminer le sexe.
La méthode la plus fiable d'estimation de l'âge chez les enfants est fondée sur les taux d'éruption des dents temporaires (dents de lait) et permanentes, de l’apparition des incisives centrales et les incisives latérales supérieures vers 7 à 8 ans à l’éruption des troisièmes molaires entre les âges de 17 et 25 ans. En l’absence de dentition, on peut analyser le rattachement des points d'ossification secondaire ou étudier la taille des os.
Pour les adolescents et jeunes adultes, on peut utiliser les taux de fusion de la plaque épiphyséale des métaphyses. Ceux-ci sont différents pour les hommes et les femmes, mais tendent à se chevaucher. L'âge de fusion épiphyséale diffère également selon les os, la clavicule étant l’un des derniers os à terminer l’ossification, vers l’âge de 16 à 23 ans chez les femmes et 17-25 pour les hommes.
Pour les adultes, l'âge peut être estimé en utilisant les aspects de la croissance et du développement du squelette qui sont le moins soumis aux changements dus à la maladie et à la sous-nutrition. On peut ainsi examiner le stade d'ossification des sutures crâniennes (synostose), celles-ci se refermant progressivement avec l’âge. On peut aussi examiner le degré d’usure de la symphyse pubienne qui s’accroît avec l’âge. L’usure des dents peut également donner des indications sur l’âge au décès. D'autres méthodes ont été proposées ; celles-ci peuvent être utilisées conjointement, mais la détermination de l'âge au décès de restes adultes demeure très approximative, même avec un squelette complet.

### Détermination de l’âge au décès par lamédecine légale
Il s'agit des méthodes utilisées pour déterminer l'âge d'un cadavre relativement récent.

## Importance
L'âge a d'importantes conséquences pour l'individu considéré, que ce soit d'un point de vue biologique, juridique ou sociologique. De fait, l'âge d'une personne détermine les différents statuts (?), et donc les différentes pratiques et représentations, auxquels elle a accès (?). On distingue généralement trois ou quatre groupes d'âges distincts scandés (?) par d'importants changements de statut, les âges de la vie.

## Âges non chronologiques
Il existe diverses mesures d'âge qui ne sont pas fondées, comme l'âge chronologique, sur la date de naissance. La plupart sont définies par comparaison entre les caractéristiques développementales de l'individu et celles d'une population de référence, qui peut être l'ensemble de la population.
En médecine, on utilise pour les enfants nés prématurément l'âge corrigé, âge que l’enfant aurait eu s’il était né à terme.
Au cours de la vie se développent un certain nombre de caractéristiques évolutives - par exemple, les capacités physiques et mentales des nourrissons et des enfants. On peut ainsi associer à une personne de caractéristiques données l’âge auquel l’ensemble des humains – ou les membres de son groupe – atteint « en moyenne » ces caractéristiques. Ont été ainsi développées de multiples mesures d’« âge de développement », ou « âge développemental », utilisées surtout pour les nourrissons et les enfants, dans le cadre de diverses disciplines : psychométrie, psychologie, pédagogie, médecine, ou de combinaison de disciplines. Par exemple, 
- l'âge physiologique, fondé sur l'apparence, destiné à mesurer le degré auquel les individus « ne font pas leur âge », un individu pouvant être « vieux pour son âge » ou « encore jeune pour son âge »;
- l'âge radiologique, niveau de maturation du squelette ;
- les diverses mesures d'âge développemental basées sur le niveau de développement de capacités multiples ; on trouve ainsi différentes mesures destinées aux nourrissons, aux enfants ou aux personnes âgées.
  - les mesures destinées aux nourrissons et aux enfants prennent en compte la motricité globale et fine, le langage, les aspects perceptivo-cognitifs, les activités de la vie quotidienne, le jeu, les aspects socio-affectifs... Parmi les nombreuses mesures existantes pour les enfants, on peut citer l’âge de développement de Gesell, créé par Paul Hanly Furfey[11], et popularisé par Arnold Gesell[12] ;
  - d'autres mesures sont utilisées pour les personnes âgées, sous le nom d'âge biologique ou d'âge fonctionnel (quand l'accent est mis sur l'état fonctionnel de l'individu) ; elles vont au-delà de la simple apparence physique de l'âge physiologique.
- l'âge mental, âge auquel correspondent les capacités mentales d’une personne.

Dans ce cadre, diverses mesures de maturité préscolaire et scolaire ont été développées sur la base de l'observation des individus et de tests. Elles sont utilisées, entre autres, pour décider de l’entrée d’un enfant en crèche ou à l’école en évaluant le degré auquel un enfant est « en avance » ou « en retard » sur son âge. Certaines mesurent ce degré d’avance ou de retard par la différence entre l’âge de développement et l’âge chronologique de l’enfant.